# Damasippus pulcher
Damasippus pulcher är en insektsart som beskrevs av Ludwig Redtenbacher 1906. Damasippus pulcher ingår i släktet Damasippus och familjen Prisopodidae. Inga underarter finns listade i Catalogue of Life.